# Riccia pyramidata
Riccia pyramidata là một loài rêu trong họ Ricciaceae. Loài này được Willd. mô tả khoa học đầu tiên năm 1788.
Danh pháp khoa học của loài này chưa được làm sáng tỏ. 